# Clusiodes chaetostylotis
Clusiodes chaetostylotis är en tvåvingeart som beskrevs av Mitsuhiro Sasakawa 1987. Clusiodes chaetostylotis ingår i släktet Clusiodes och familjen träflugor. Inga underarter finns listade i Catalogue of Life.